# Нараївське лісництво
Нараївське лісництво» — територіально-виробнича одиниця ДП «Бережанське лісомисливське господарство» Тернопільського обласного управління лісового та мисливського господарства, підприємство з вирощування лісу, декоративного садивного матеріалу.

## Працівники
- Степан Іваницький — технік-лісівник, помічник лісничого в 1972—1974

## Об'єкти природно-заповідного фонду
На території лісництва знаходиться 5 об'єктів природно-заповідного фонду:
- Гутянський ботанічний заказник
- Гутянські джерела
- Нараївська бучина
- Курянівський модринник
- Рогачинський бук